# Główna siedziba królestwa

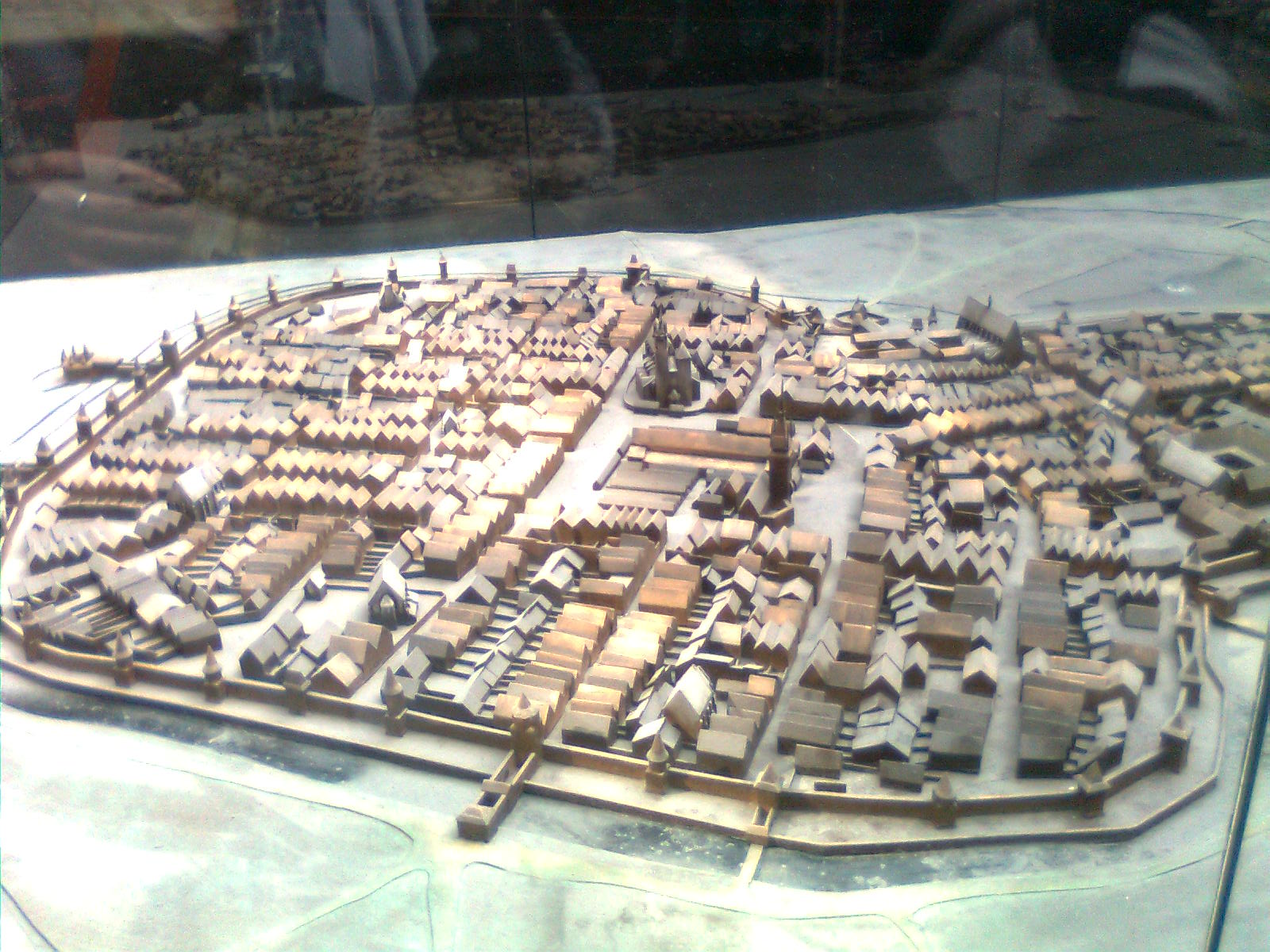
Główna siedziba królestwa (makieta średniowiecznego Krakowa)

Główna siedziba królestwa (łac. sedes regni principales) – gród (początkowo) lub miasto (później) monarchii wczesnopiastowskiej o funkcji stolicy państwa w okresie między wiekiem X a końcem wieku XIII. Od koronacji Władysława I Łokietka w 1320 funkcję tę pełnił Kraków.
Łacińskiego zwrotu użył po raz pierwszy Gall Anonim w swojej kronice, wymieniając trzy główne siedziby królestwa: Wrocław, Kraków i Sandomierz.

Boleslaus vero, in Wratislaw, et in Cracovia, et in Sandomir, sedes regni principales obtinuat.

Ośrodkami, w których okresowo rezydowali władcy wczesno- i pełnośredniowiecznej Polski, były zapewne wyżej wymienione Wrocław, Kraków i Sandomierz, a ponadto Giecz, Kalisz, Ostrów Lednicki, Gniezno, Praga, Poznań, Kruszwica, Wiślica, Przemyśl, Płock, Włocławek i Gdańsk.